# フランチェスコ・トリスターノ・シュリメ
フランチェスコ・トリスターノ・シュリメ（Francesco Tristano Schlimé、1981年 - ）は、ルクセンブルクのピアニスト。現在はバルセロナを拠点にヨーロッパを中心として活動を行っている。アメリカ合衆国に留学した際にDJやターンテーブルに触れたきっかけで、現在もクラシックに加えてテクノの曲をピアノで演奏することで知られている。
19歳のときの2000年にミハイル・プレトニョフの指揮するロシア・ナショナル管弦楽団と共演してデビューを果たす。その後の2004年、フランスのオルレアンで開催された20世紀音楽国際ピアノコンクールで優勝を果たした。1998年ジュリアード音楽院へと入学している。在学中に日本人の友人から日本の映画を紹介され、映画の授業で大島渚に関する論文を執筆している。
初来日公演は2010年2月。音楽専門家だけでなく多くの注目を集めた。その後もコンスタントに来日公演を行っている。
2014年6月にドイツ・ミュンヘン出身のピアニスト、アリス＝紗良・オットとのデュオ・リサイタルを行った。
音楽ユニットAufgangを結成、2014年までユニット活動した。

## ディスコグラフィ

### アルバム
- バッハ「ゴルトベルク変奏曲」(2001)
- バッハ「鍵盤協奏曲全集」(2004)
- ルチアーノ・ベリオ「全ピアノ作品集」(2005)
- ラヴェル「ピアノ協奏曲ト長調」プロコフィエフ「ピアノ協奏曲第5番」(2006)
- フレスコバルディ「12のトッカータ（第1集）」(2007)
- Not For Piano (2007)
- Auricle/Bio/On (2008)
- Idiosynkrasia (2010)
- bachCage (2011)
- LONG WALK (2012)
- スキャンダル〜2台ピアノ作品集（2014） ― アリス＝紗良・オットとのデュオ
- Piano Circle Songs (2017 ソニー・クラシカル)
- 東京ストーリーズ (2019 ソニー・クラシカル)

### マキシシングル
- Strings of Life (2006)
- The Melody (2010)
- Idiosynkrasia Remixes (2011)
- Idiosynkrasia (Only Vinyl Edition) (2011)

### Aufgang
- Aufgang (2009)
- Sonar (2009)
- Channel 7 (2009)
- Air On Fire (2010)
- Barock (2010)
- Dulceria (2010)
- Istiklaliya (2013)

### コンピレーション参加
- Introducing Infiné (2010)
- Remixing Infiné (2011)